# 施九緞事件
施九緞事件，臺灣清治時期後期重大民變事件之一，也是臺灣建省以來規模最大的民變事件。事件起因為臺灣巡撫劉銘傳派淡水縣知縣李嘉棠前往彰化丈量土地時的官民糾紛，當時士紳施九緞率領民眾包圍縣城示威，最後演變為暴動，全縣陷入失序狀態。之後由棟軍主帥林朝棟指揮下，清軍順利平定事件，但該事件導致李嘉棠等大小官員被查辦，劉銘傳丈量工作也宣告失敗，不久離職，臺灣建省後的新政宣告結束。

## 起因
1888年，兼任福建巡撫與臺灣巡撫兩職的劉銘傳決定開拓財源，解決臺灣新政過度仰賴福建財政的問題，於是展開整理全臺田賦帳冊的工作，一面以統一的新稅率取代過去複雜參差的舊有田賦，另外進行全臺丈量土地工作，以查清過去隱匿未上報官府的開墾田地。
一開始丈量工作進行十分順利，臺灣北部的土地很快丈量完成，但在臺灣中部展開丈量工作時，彰化縣知縣蔡麟祥病死任內，於是劉銘傳派淡水縣知縣李嘉棠完成工作。但李嘉棠進行丈量時不仔細評斷土地好壞，草草了事，加上鄰近的嘉義縣丈量進度不錯，獲得上級的嘉獎，這令李嘉棠倍感急迫，便把兩名死刑犯釘死帶到西螺、北斗遊街，以威嚇鄉民，另外又向上層偽報死刑犯簡燦病故，然後將他釘死在鹿港大橋上，恐嚇鹿港的士紳。
不過，簡燦被謠言誤傳為另一名囚犯許貓振，其弟許得龍心急，前來劫獄不成，回到鹿港搶劫鹽館，因而驚動衙門，令李嘉棠親自前去勘查。這時，鹿港與各地士紳聯署並攔轎申冤，但未得解決，且李嘉棠回縣城後反而通告臺北，「事件危急」，希望派兵支援，於是各地民怨四起，特別是浸水庄（今彰化縣埔鹽鄉新水村附近）因領取丈量單據者不多，對丈量工作十分抗拒，故民眾特別激憤。
10月5日，浸水庄的地主施九緞在鄉民的邀請下，出面主持「公道」，並以神靈託夢為由，率領數百人打著「索焚帳單」的口號，插著「官激民變」的大旗前往縣城。由於施九緞口號響亮，且講究紀律，嚴禁群眾半路打劫，因此加入者越來越多，到達縣城時已有數千人。這時城內的李嘉棠倍感驚恐，因此緊鎖縣城，並發電報北上求援，併下令各鄉團練派「兩百人」前來支援，但因發報時錯打成「兩人」，加上通往縣城的道路都被包圍群眾封鎖，因此恐懼之虞，無人前往支援。不久圍城民眾剪斷電報線，全城與外界失去聯繫。

## 事件過程
10月6日，武毅右營提督朱煥明接獲消息，從嘉義連夜趕來彰化支援。但經過大埔心（今彰化縣埔心鄉）時遭到襲擊，清兵死傷，而朱煥明部擊殺十餘人後，率隊撤往口庄竹尾巷（今彰化縣花壇鄉），但正在南瑤宮燒香，祈求媽祖保佑的施九緞，發動數千名起事鄉民攻擊朱煥明軍，結果朱煥明戰死，清軍散逃。
10月7日和8日，李嘉棠採取補救行動，一方面請地方鄉紳協助調停圍城民眾，另外又大開義倉救濟災民，博取城內居民好感，以防城內生變。但城外包圍民眾仍展開攻城行動，試圖由北門攻入城內，在棟軍副帶林超拔等人死守下，圍城群眾終被擊退。
10月10日後，林朝棟率領棟軍新募部隊1800人來到縣城外，城內部隊趁勢開城突圍，於是在內外夾擊之下，圍城群眾潰敗，成功解圍。
之後，林朝棟指揮旗下各營在燕霧二十四莊（今彰化縣花壇鄉、大村鄉等地）清鄉，陸續擊潰各地起事群眾，而澎湖鎮總兵吳宏洛、台東直隸州知州吳本杰等人也陸續前來協助平定民變，而布政使沈應奎則招安各地，並詢問李嘉棠民變緣由。而李嘉棠為藉機報復鹿港士紳不協助丈量工作，便趁機怪罪當地士紳協助起事，要求沈應奎派軍攻毀鹿港，但沈應奎並未同意，並派人前往鹿港打聽民變原因，結果卻得到不利於李嘉棠的說辭，於是李嘉棠對鹿港居民更是不滿。
李嘉棠見沈應奎不理，遂要求吳宏洛出兵攻打鹿港，吳宏洛也聽從並準備派兵開戰，但在吳德功、吳本杰大力奔走，並發電報請劉銘傳節制吳宏洛之下，才阻止戰事爆發，而吳宏洛則被交由沈應奎管理。不久吳宏洛等各軍撤回臺北，李嘉棠之職由朱公純接任，事件宣告結束。

## 影響
事件平定後，李嘉棠因丈量不公、激發民變而被查辦革職。而棟軍統帥林朝棟因最先起兵解圍，獲賞黃馬褂，成為清代唯一以道員身分獲得此榮譽者。
至於民變參與者與主要起事的燕霧二十四庄居民，因林朝棟等人提議從寬處理，故僅由為首數人被官府捕殺，免遭到屠滅的命運。至於事件首領施九緞則為遊俠義民所掩護，自始至終未被公家逮捕。
不過，該事件也意味劉銘傳在臺灣中部的土地丈量工作宣告失敗，整個計畫被迫停止。福建臺灣省財政依然吃緊，也成為劉銘傳政敵攻擊他的口實之一，在臺的新政也在不久之後隨劉銘傳離職而結束。